# Antonietta Laterza
Antonietta Laterza (Bologna, 13 gennaio 1953) è una cantautrice, attrice teatrale e regista italiana.

## Biografia
Nata a Bologna il 13 gennaio del 1953, frequenta la facoltà di musica e spettacolo al Dams. A pochi esami dalla laurea decide di iniziare a cantare e a comporre canzoni, spesso ispirate a tematiche femministe.
Nel 1975 il produttore Gianni Sassi, etichetta Cramps, pubblica l'album Alle sorelle ritrovate: è un live tratto da un concerto, con l'accompagnamento della chitarrista Nadia Gabi. L'album contiene brani che mettono in mostra una forte identità socio-culturale femminile, tra questi Simona, Se ero io e La montagna, che porterà Antonietta in tour in Francia, Germania e Danimarca. La copertina dell'album raffigura Valeria Magli ed è diventata un'icona del femminismo italiano.
Dopo alcuni anni, nel 1979 esce il secondo album Le belle signore, con l'etichetta Divergo, con gli arrangiamenti di Riccardo Zappa.
Nel 1980 Antonietta prende parte alla rassegna della canzone d'autore del Club Tenco con una band dalla matrice rock. Nel 1982 comincia a sperimentare l'elettronica e compone alcune canzoni nel demo Make up che contiene brani ironici come Oca ed Italian Slip, poi incisa da Ivan Cattaneo. Dal 1987 diventa promotrice del "progetto musica" che contiene altri due brani, Splendidi perché e Roosevelt Goodbye nel quale l'handicap diventa la chiave per leggere la sua realtà e quella che la circonda. Nel 1989 approda nel mondo del musical, compone ed interpreta il musical Pelle di sirena portando in scena una sorta di sirenetta moderna con la sua diversità. Ha cantato la sigla di chiusura Splendidi perché, di cui è cantante e autrice, dell'ultima edizione del Cantagiro nel 1990 per dieci tappe in giro per l'Italia. Splendidi perché è anche un 45 giri pubblicato dalla Fonoprint. Nel 1992 incide l'LP Donne a Marrakech, prodotto da Guido Elmi, etichetta Fonit Cetra. Sempre nel 1992 Francesco Guccini scrive per lei il brano Campioni. Nel 2003 conduce Io mi amo e tu?, un incontro-performance in cui tratta di bellezza, sessualità ed affetti delle donne disabili, con contributi musicali e visivi. Ha ideato e diretto un secondo musical dal titolo Sirene, di cui firma testi e musiche con Nicola Fabbri e Nicola Firpo.
Nel 2008 scrive e dirige il musical teatrale PepperMonaPuppis. Nel 2010 realizza il mediometraggio Sauvage con la regia di Gianmarco Rossetti.
Nel 2018 pubblica il catalogo Sirena Cyborg, un catalogo interattivo dotato di codice QR per la visualizzazione in tempo reale dei contenuti multimediali.

## Discografia

### Album
- 1975 - Alle sorelle ritrovate
- 1979 - Le belle signore
- 1992 - Donne a Marrakech
- 2003 - Sirene

### Demo
- 1982 - Make Up

### 45 giri
- 1990 - Splendidi perché

## Teatro

### Musical
- 1989 - Pelle di sirena
- 1989 - Sirene
- 2008 - PepperMonaPuppis[1]
- 2010 - Sauvage

## Filmografia

### Regista

#### Lungometraggi
- Sauvage (2010)
- Sirena Cyborg (2020)

#### Mediometraggi
- Pelle di Sirena (2009)

#### Cortometraggi
- Vanessa e le bambole (1976)
- Nico Forever (1996)

### Attrice
- Perdiamoci di vista, regia di Carlo Verdone (1994) - cameo
- Nico Forever (1996)
- PepperMonaPuppis (2008)
- Sauvage(2010)
- Sirena Cyborg (2020)